# Nagydém
Nagydém es un pueblo ubicado en el distrito de Pápa, en el condado de Veszprém, Hungría.

## Superficie
Posee una superficie de 13,32 kilómetros cuadrados.

## Demografía
Hasta 2019 la población era de 329 habitantes, con una densidad de población de 24,70 habitantes por kilómetro cuadrado.